# 사만타 어게인!
《사만타 어게인!》(포르투갈어: Samantha!)은 브라질의 코미디 드라마이다. 넷플릭스가 제작한 첫 코미디 드라마이자 3% 및 부패의 메커니즘 이후 브라질에서 제작한 세 번째 드라마이기도 하다.

## 캐스트
- 사만다 알 렌카 : 엠마뉴엘 아라우 조
- 더글라스 알 렌카 : 더글러스 실바
- 소라 야 : 앨리스 브라가
- 발렌티나 : 지오반나 차베스
- 브랜든 알 렌카 : Cauã Gonçaves
- 신디 알 렌카 : 사브리나 노나 토
- 다니엘 퍼런 : 마르신 호

### 특별 손님
- 아프 리아 사 : 시가린 호
- 로드리고 파돌 포 :
- 알레산드라 네그리니 :
- Paulo Tiefenthaler :
- 마리아 에두아르다 :
- 시드니 알렉상드르 :
- 모리시오 자비에르 :
- 엔조 오비에도 :
- 리비아 남성 :
- 페르난다 마티아스 :
- 질다 노매치 :
- Carol Melgaço :
- 그레첸 : 자신처럼
- 사브리나 사투 : 본인 역